# Гублюкучуково
Гублюкучуково (баш. Гөблөкөсөк) — село в Дюртюлинском районе Башкортостана, входит в состав Такарликовского сельсовета.

## Население
| 2002 | 2009 | 2010 |
| ---- | ---- | ---- |
| 376  | ↗391 | ↗392 |

Согласно переписи 2002 года, преобладающие национальности — татары (58 %), башкиры (39 %).

## Географическое положение
Расстояние до:
- районного центра (Дюртюли): 4 км,
- центра сельсовета (Иванаево): 2 км,
- ближайшей ж/д станции (Буздяк): 119 км.

## Религия
В селе есть мечеть Мисбах.

## Известные уроженцы
- Ханова, Разифа Салиховна (род. 15 декабря 1948) — доярка Иванаевской мелочно-товарной фермы колхоза имени Карла Маркса Дюртюлинского района БАССР, полный кавалер ордена Трудовой Славы.